# Jönköpings gamla brandstation

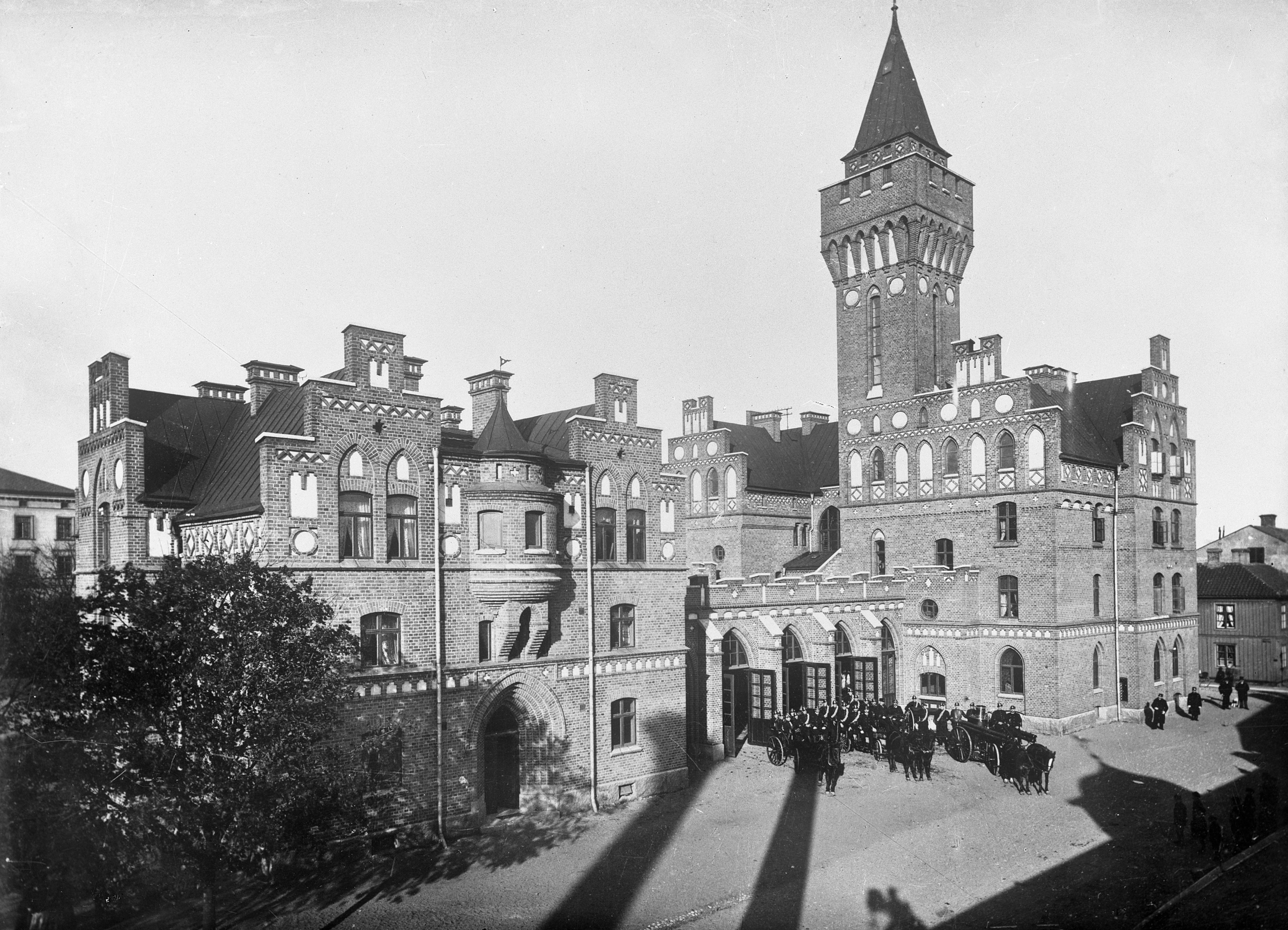
Brandstationen under tidigt 1900-tal.

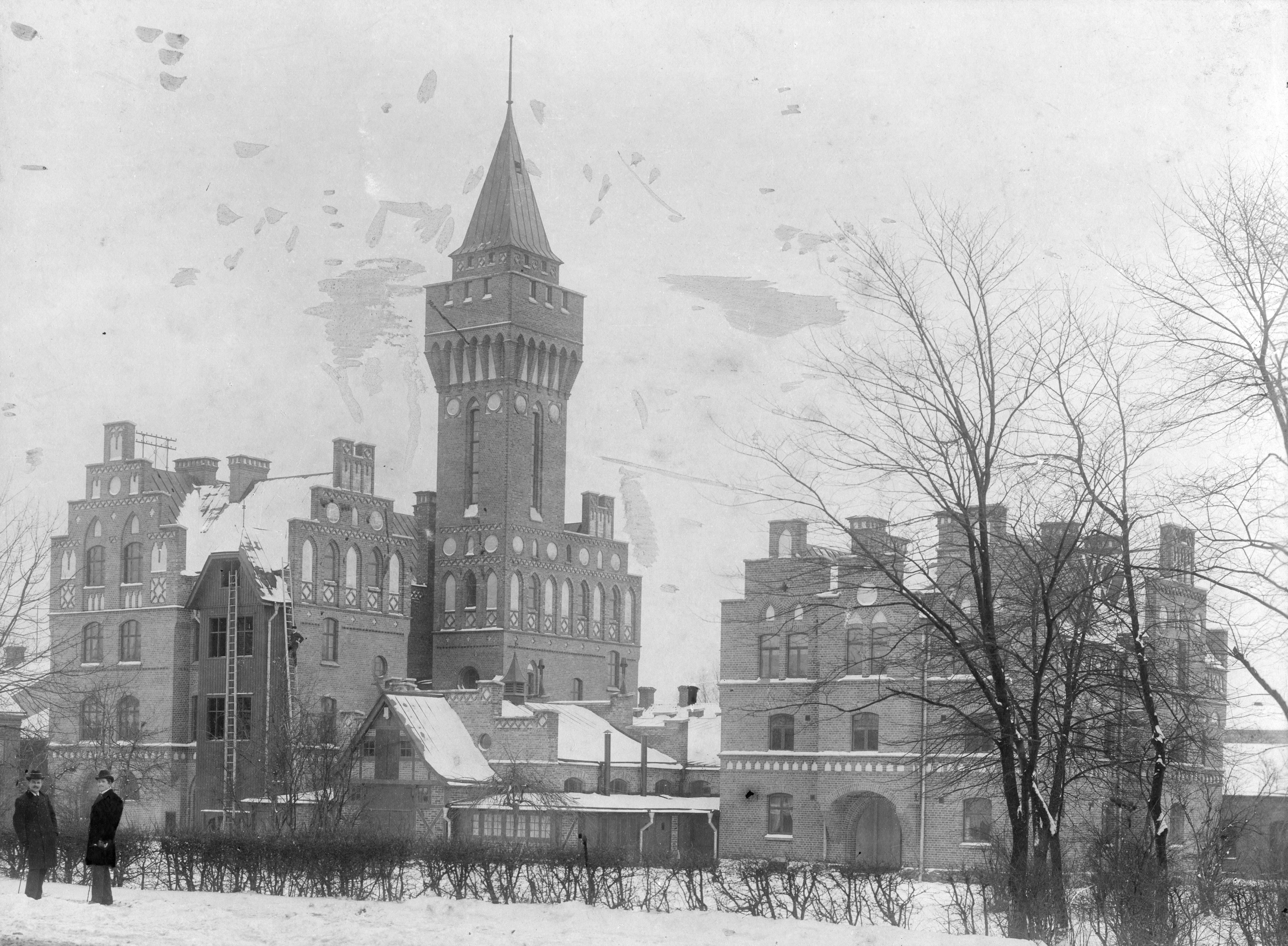
Brandstationen i Jönköping

Jönköpings gamla brandstation ligger i kvarteret Granaten 1, i korsningen mellan Oxtorgsgatan och Kyrkogatan i Jönköping.
I Jönköpings kommuns medborgardialog i december 2021 utsågs brandstationen till Jönköpings mest omtyckta byggnad, tillsammans med Per Brahegymnasiet.

## Byggnadens uppförande
Byggnaden uppfördes mellan 1896 och 1898 efter ritningar av Fredrik Sundbärg, stadsarkitekt i Jönköping mellan 1891 och 1901 som bland annat även ritat Slottsvillan i Huskvarna och Liljeholmsskolan. Uppförandet uppgick till 167 343 kronor och 24 öre, i den tidens valutavärde, och ansvarig byggmästare var J P Andersson från Lidköping.
När byggnaden uppfördes var den en av stadens högsta byggnader. Dess dominerande torn användes för att hänga upp och torka vattenslangar, samt som ett utkikstorn över staden. Byggnaden uppfördes i tegelgotisk stil, i en arkitektur som påminner om Köpenhamns rådhus, campanilen i Venedig och Palazzo Vecchio i Florens. Fastigheten har ett trappgavelmotiv.

## Användning
I byggnaden huserade även polisvaktlokaler och arrestlokaler fram till 1937. De två nedre våningarna i fastighetens södra flygel innehöll bostäder för brandbefäl, och på den tredje våningen bodde brandchefen. 1982 flyttade brandstationen till nya lokaler. Den tomma byggnaden ockuperades vid flera tillfällen av protesterande ungdomar under sommaren 1982, vilket ledde till ett starkt fokus på ungdomspolitiska frågor inför kommunalvalen 1982 och även drog in det moderata kommunalrådet Lennart Nilforsen.
1985 sålde kommunen byggnaden till ett fastighetsbolag. Efter att fastighetsbolaget gått i konkurs under finanskrisen i Sverige 1990–1994 köptes kvarteret upp av det tidigare moderata kommunalrådet Lennart Nilforsen tillsammans med HSB. Senare byggdes byggnaden om till kontorslokaler, och 2024 nyttjades lokalen som kontorshotell.

## Ockupationen 1982
29 april 1982 försökte omkring 200 ungdomar storma brandstationen. Efter att politiker skrinlagt planer på att göra om brandstationen till ett kulturhus bestämde sig ungdomarna för att storma den i protest, för att sätta press på lokalpolitikerna. Poliserna hade dock slagit en järnring runt kvarteret, för att motverka ockupanterna. Fyra aktivister hade dock lyckats ta sig in i slangtornet innan poliserna slagit järnring, och kunde rulla ut sina banderoller bakom ryggen på poliserna. Mitt i natten hämtade poliserna dit det moderata kommunalrådet Lennart Nilforsen för att försöka lugna stämningarna, men förgäves. Under månaderna som följde ockuperades brandstationen, liksom flera andra lokaler, flera gånger. Inför det stundande  kommunalvalet 1982 fick ockupationen ungdomsfrågor att hamna högt på den politiska agendan, och ungdomarna samlade in namnunderskrifter och tidningarna av insändare. Under sommaren ändrade politikerna därför taktik, och i slutet av augusti fattade kommunfullmäktige beslut om att investera i ett kulturhus på Tändsticksområdet. Förslaget sågs som en eftergift åt ockupanterna, men även för föreningsaktiva ungdomar. Auktionsgruppen var splittrad kring om det var en framgång eller ett misslyckande.